# Незнакомцы на рассвете
Незнакомцы на рассвете (Strangers at Sunrise) — 
южноафриканский художественный фильм снятый режиссёром Персивалем Рубенсом в 1969 году.

## Сюжет
Действия в фильме происходят во время Второй англо-бурской войны. Американский горный инженер за пособничество бурам был приговорен британцами к смертной казни. Инженеру удается сбежать из-под конвоя и укрыться на изолированной бурской ферме. На ферме он устанавливает отношения с семьей буров. Вскоре на ферму прибывают трое дезертиров из британской армии и, инженеру приходится встать на защиту семьи, ставшей для него нечужой.

## В ролях
- Джордж Монтгомери — Грант Меррик
- Дина Мартин — Джули Бейерс
- Трамп Терре’Бланш — Пол Бейерс
- Брайан О'Шонесси — капрал Кейн
- Роланд Робинсон — Чарли
- Джордж Питерс — Слешер
- Берил Гресак — Без Бейерс
- Хелен Брейтуэйт — бабушка
- Саймон Сабела — Oubooi
- Аврон Пирсон — Маленький Пол
- Рэймонд Матусон — сержант
- Луис Беррингтон — лейтенант Форрестер
- Дульси Ван дер Берг — застрявшая путешественница
- Регардт Ван дер Берг — Дирки Бота
- Дейл Каттс — Фрэнк Мозес
- Боб Дрессер — полковник Эпплби
- Лэнс Локхардт — Бейнз
- Регхардт Берг — Доктор Терциус Лоу
- Кеннет Бэйкер
- Фрэнк Уайз

## Съемочная группа
- Режиссёр: Персиваль Рубенс.
- Продюсер: Алан Гирни, Тис Хейнс, Феликс Мейбург.
- Автор сценария: Ли Маркус, Персиваль Рубенс.
- Кинематограф: Лайонел Фридберг.
- Оператор: Гренвиль Миддлтон.
- Редактор: Бэзил Миллвард.
- Композитор: Колин Кэмпбелл.
- Художественный руководитель: Рой Тейлор.
- Художник-постановщик:  Рэй Уилсон.
- Звукооператор: Бернард Буйс, Энтони Кейзер.
- Светооператор: Эдди Паладин.
- Ассистент оператора:  Эрнест Клейнханс, Деннис Мараба.
- Гример: Деррик Бош.
- Дизайнер костюмов: Хизер Макдональд-Роуз.
- Ассистент режиссёра: Ховард Ренни.
- Прочие специалисты: Кристин Джеймсон Генри, Петер ван Спронсен, Шела Этерингтон, Шейла Пэйдж, Мюрн ван Вик.

## Производство
Съемки фильма проводились в конце 1968 года. Фильм был снят на киностудии Panorama Films.

## Распространение
Официальным дистрибьютером кинопроката является компания Commonwealth United Entertainmen.